# 1166 en santé et médecine
| Années de la santé et de la médecine : 1163 - 1164 - 1165 - 1166 - 1167 - 1168 - 1169    |
| Décennies de la santé et de la médecine : 1130 - 1140 - 1150 - 1160 - 1170 - 1180 - 1190 |

Cet article présente les faits marquants de l'année 1166 en santé et médecine.

## Événements
- Un hôpital est mentionné pour la première fois à Changy, dans le comté de Forez, sur la route de Saint-Haon-le-Châtel au Crozet[1].
- Les confrères du pont de Maupas tiennent un hôpital à côté de l'ouvrage qu'ils construisent sur la Durance[2].
- Un hôpital placé sous le patronage de Marie-Madeleine est attesté à Vivans dans le diocèse de Clermont, en Forez, dans une charte accordée par le roi Louis VII[3].

## Publications
- 1111-1166 : Adélard de Bath, philosophe, mathématicien et naturaliste anglais, rédige des Quaestiones naturales où il traite, entre autres domaines, « de la physiologie humaine, de l'anatomie et de la psychologie des sensations », et où « il donne ses explications comme le fruit de son initiation à la science arabe, en même temps que le résultat de ses recherches personnelles[4] ».
- 1161-1166 : Averroès rédige la première version de son Kitab al-kulliyat fil-tibb (« Livre des généralités sur la médecine »), également connu sous le titre de Colliget et dont il donnera une seconde version en 1194[5].

## Personnalités
- Fl. Raoul de Sulminiaco, médecin, témoin dans un acte passé entre le couvent d'Ébreuil et l'archevêque de Bourges[6].
- 1166-1178 : fl. Gautier, médecin « habile et réputé », intercesseur pour l'abbaye prémontrée de Saint-Yved de Braine en Champagne « auprès de Raoul de Coucy et du comte de Boulogne, puis auprès de Gérard de Quierzy[7], comme aussi de Saint-Crépin de Soissons[8] ».